# 저항-트랜지스터 논리
저항-트랜지스터 논리(영어: resistor–transistor logic, RTL), 또는  트랜지스터-저항 논리는 저항기를 입력부로, 접합형 트랜지스터(BJT)를 처리부로 사용하는 일종의 디지털 회로이다. 저항-트랜지스터 논리는 최초로 트랜지스터화하여 사용된 디지털 회로로, 다른 종류에는 다이오드-트랜지스터 논리(DTL)와 트랜지스터-트랜지스터 논리(TTL)가 있다. RTL 회로는 처음은 이산회로로 구성되었었는데, 1961년이 되어서 집적 회로로 생산되면서 최초의 디지털 로직 패밀리가 되었다. RTL 집적 회로는 회로가 생산된 1961년부터 설계되어 1966년에 처음 가동된 아폴로 유도장치 컴퓨터에도 사용되었다.

## 구현

### RTL NOT 게이트
접합형 트랜지스터 스위치는 부정 논리를 수행하는 가장 간단한 RTL 회로이다 (NOT 게이트). 이는 베이스 저항이 베이스와 입력 단자에 연결된 공통 이미터로 이루어져 있다. 베이스 저항은 입력된 전압을 전류로 변환시켜서 매우 작은 트랜지스터 입력 전압(약 0.7V)을 논리적 "1" 수준(약 3.5V)으로 끌어올리기 위해 존재한다. 이 저항값은 조정을 통해 설정된다: 트랜지스터를 충족시킬 만큼 충분히 낮으면서도 높은 입력 저항값을 얻을 만큼 높은 값으로 설정된다. 컬렉터 저항의 역할은 컬렉터 전류를 전압으로 바꾸기 위해 있다. 이 저항값은 트랜지스터를 충족시킬 만큼 충분히 높으면서도 낮은 출력 저항값(높은 팬아웃)을 얻을 만큼 낮은 값으로 설정된다.

단일 트랜지스터 RTL NOR 게이트의 회로도.

### 단일 트랜지스터 RTL NOR 게이트
베이스 저항이 둘 이상(R3과 R4) 있으면, NOT 게이트는 RTL NOR 게이트(오른쪽 그림 참고)가 된다. 논리 연산자 OR는 덧셈과 비교의 두 산술 연산을 적용한 것이다(입력 저항은 동일한 가중치를 갖는 입력들의 병렬 전압 가산기처럼 행동하고 잇따르는 공통-이미터 트랜지스터는 약 0.7 V를 임계치로 갖는 전압 비교기처럼 행동한다). 논리적 "1"에 연결된 저항과 논리적 "0"에 연결된 저항은 트랜지스터로 형성된 전압 분리기의 두 다리 역할을 한다. 베이스 저항의 저항값과 입력의 개수는 한 논리적 "1"이 베이스-이미터 전압이 임계치를 넘어서 결과적으로 트랜지스터가 작동할 수 있도록 (제한적으로) 결정된다. 만약 입력 전압 전체가 낮다면(논리적 "0"), 트랜지스터는 전류가 끊긴다. 풀다운 저항 R1은 트랜지스터가 꺼짐과 켜짐을 적절하게 구분할 수 있도록 편향시킨다. 트랜지스터 Q1의 컬렉터-이미터 전압을 출력으로 생각하면 입력이 낮을 때 출력이 높기 때문에 출력이 부정된다. 따라서, 아날로그 저항 회로와 아날로그 트랜지스터는 논리 회로 NOR을 수행한다.

아폴로 유도장치 컴퓨터에 사용된 다중 트랜지스터 RTL NOR 게이트의 회로도

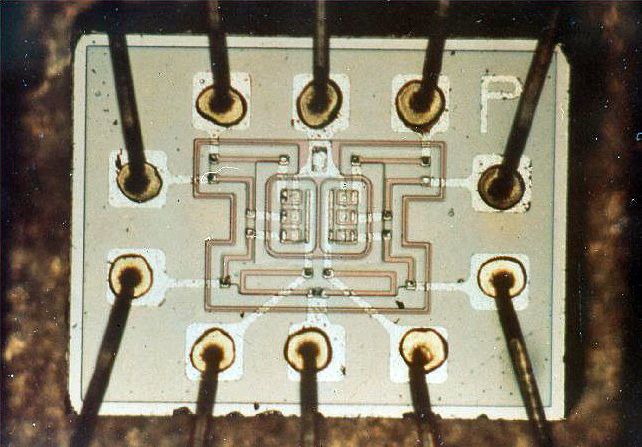
아폴로 유도장치 컴퓨터에 사용된 이중 NOR 게이트의 사진

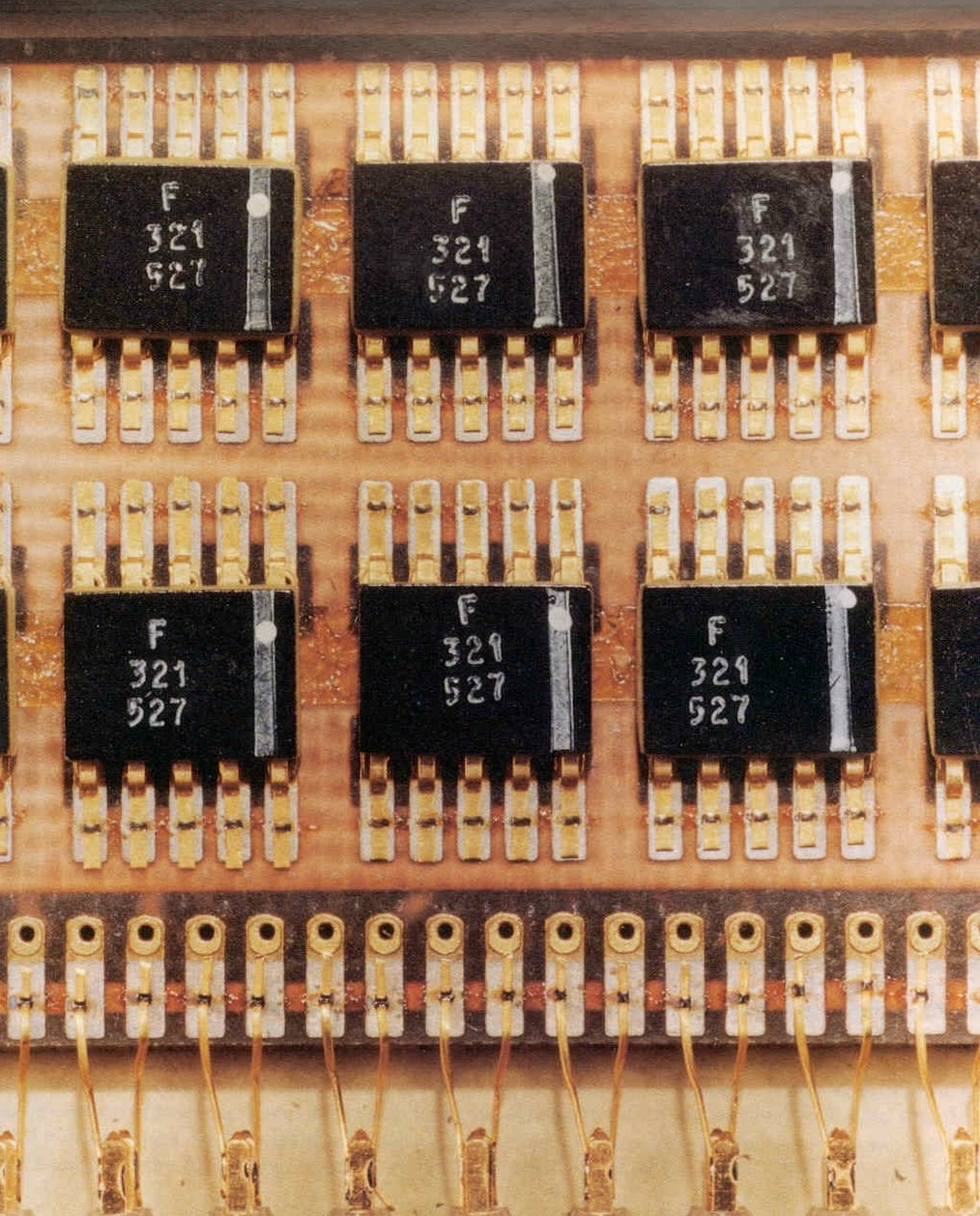
아폴로 유도장치 컴퓨터의 평면 팩 RTL NOR 게이트 집적 회로

### 다중 트랜지스터 RTL NOR 게이트
단일 트랜지스터 RTL NOR 게이트의 단점은 다중 트랜지스터 RTL로 보완할 수 있다. 다중 트랜지스터 RTL은 병렬 연결된 트랜지스터 스위치가 논리 입력을 연결한다(오른쪽 그림 참고). 이 그림에서, 입력은 완전히 분리되어 있으며 입력 개수의 제한은 차단 트랜지스터의 작은 전류 누수값이 논리적 "1"의 출력에 미치는 영향에 의존한다. 이 아이디어는 이후 DCTL, ECL, TTL 일부 (7450, 7460), NMOS와 CMOS 게이트를 만들 때 사용되었다.

## 장점
RTL 기술의 일차적 장점은 트랜지스터를 최소한으로 사용한다는 점이다. 집적 회로 이전의 이산회로에서 트랜지스터는 생산 가격이 가장 비쌌다. (1961년의 페어차일드 제품 같은) 초기 IC 논리 제품은 단순히 같은 방법으로 접근했었지만 집적 회로에서 다이오드와 트랜지스터가 더 이상 저항보다 비싸지 않게 되어서 빠르게 다이오드-트랜지스터 논리와 같은 고성능 회로로 트랜지스터화되었고 (1963년의 Sylvania를 선두로) 트랜지스터-트랜지스터 논리까지 만들어졌다.

## 단점
RTL의 단점은 트랜지스터가 작동될 때 베이스 저항과 컬렉터 저항으로 전류가 흘러서 전력 낭비가 높다는 점이다. 이 때문에 더 많은 전류를 흘려 보내야 하며 RTL 회로에서 열을 제거해주어야 한다. 이와 반대로, "토템폴" 출력 상태의 TTL 회로는 이 두 요건을 최소화 시킨다.
RTL의 또 다른 단점은 팬인이 제한되어 있는 것이다: 많은 회로 디자인에서 사용 가능한 잡음 내성에서 벗어나지 않는 입력 개수는 3개가 한계이다. 즉, 잡음 여유가 낮다. 랭카스터는 (입력 당 트랜지스터 1개를 가지는) 집적 RTL NOR 게이트는 "어떤 개수의" 논리적 입력으로든지 만들 수 있다고 말했으며, 8입력 NOR 게이트의 예시를 보였다.
표준 집적 RTL NOR 게이트는 입력을 최대 3개까지 가질 수 있다. 그 대신에, 최대 2개의 표준 집적 RTL "버퍼"를 작동시킬 수 있는 충분한 출력을 가지고 있으며, 각각의 버퍼는 또한 25개의 다른 표준 RTL NOR 게이트를 작동시킬 수 있다.

## 같이 보기
- 다이오드 논리 (DL)
- 다이오드-트랜지스터 논리 (DTL)
- 트랜지스터-트랜지스터 논리 (TTL)
- 이미터-결합 논리 (ECL)

## 추가 문헌
- Savard, John J. G. (2018) [2005]. “What Computers Are Made From”. 《quadibloc》. 2018년 7월 2일에 원본 문서에서 보존된 문서. 2018년 7월 16일에 확인함.